# Melisa mariae
Melisa mariae är en fjärilsart som beskrevs av Abel Dufrane 1945. Melisa mariae ingår i släktet Melisa och familjen björnspinnare. Inga underarter finns listade i Catalogue of Life.